# 14342 Іглика
14342 Іглика (14342 Iglika) — астероїд головного поясу, відкритий 23 вересня 1984 року.
Тіссеранів параметр щодо Юпітера — 3,265.